# Persephona punctata
Persephona punctata är en kräftdjursart. Persephona punctata ingår i släktet Persephona och familjen Leucosiidae.

## Underarter
Arten delas in i följande underarter:
- P. p. aquilonaris
- P. p. punctata